# Oligonychus neopratensis
Oligonychus neopratensis är en spindeldjursart som beskrevs av Meyer 1974. Oligonychus neopratensis ingår i släktet Oligonychus och familjen Tetranychidae. Inga underarter finns listade i Catalogue of Life.